# Tetzilacatlán
Tetzilacatlán är en ort i Mexiko.   Den ligger i kommunen Teloloapan och delstaten Guerrero, i den södra delen av landet, 150 km sydväst om huvudstaden Mexico City. Tetzilacatlán ligger 1 433 meter över havet och antalet invånare är 435.
Terrängen runt Tetzilacatlán är kuperad. Runt Tetzilacatlán är det ganska glesbefolkat, med 35 invånare per kvadratkilometer. Närmaste större samhälle är Teloloapan, 11,8 km öster om Tetzilacatlán. I omgivningarna runt Tetzilacatlán växer huvudsakligen savannskog.